# Crotalus cerastes
Crotale cornu
Espèce
Statut de conservation UICN

 LC  : Préoccupation mineure
Crotalus cerastes ou Crotale cornu est une espèce de serpents de la famille des Viperidae et de la sous-famille Crotalinae .

## Répartition
Cette espèce se rencontre :
- aux États-Unis dans le sud-est de la Californie, dans le sud du Nevada, dans le sud-ouest de l'Arizona et dans le Sud-Est de l'Utah ;
- au Mexique dans l'État de Basse-Californie et dans le nord-ouest du Sonora.

## Description

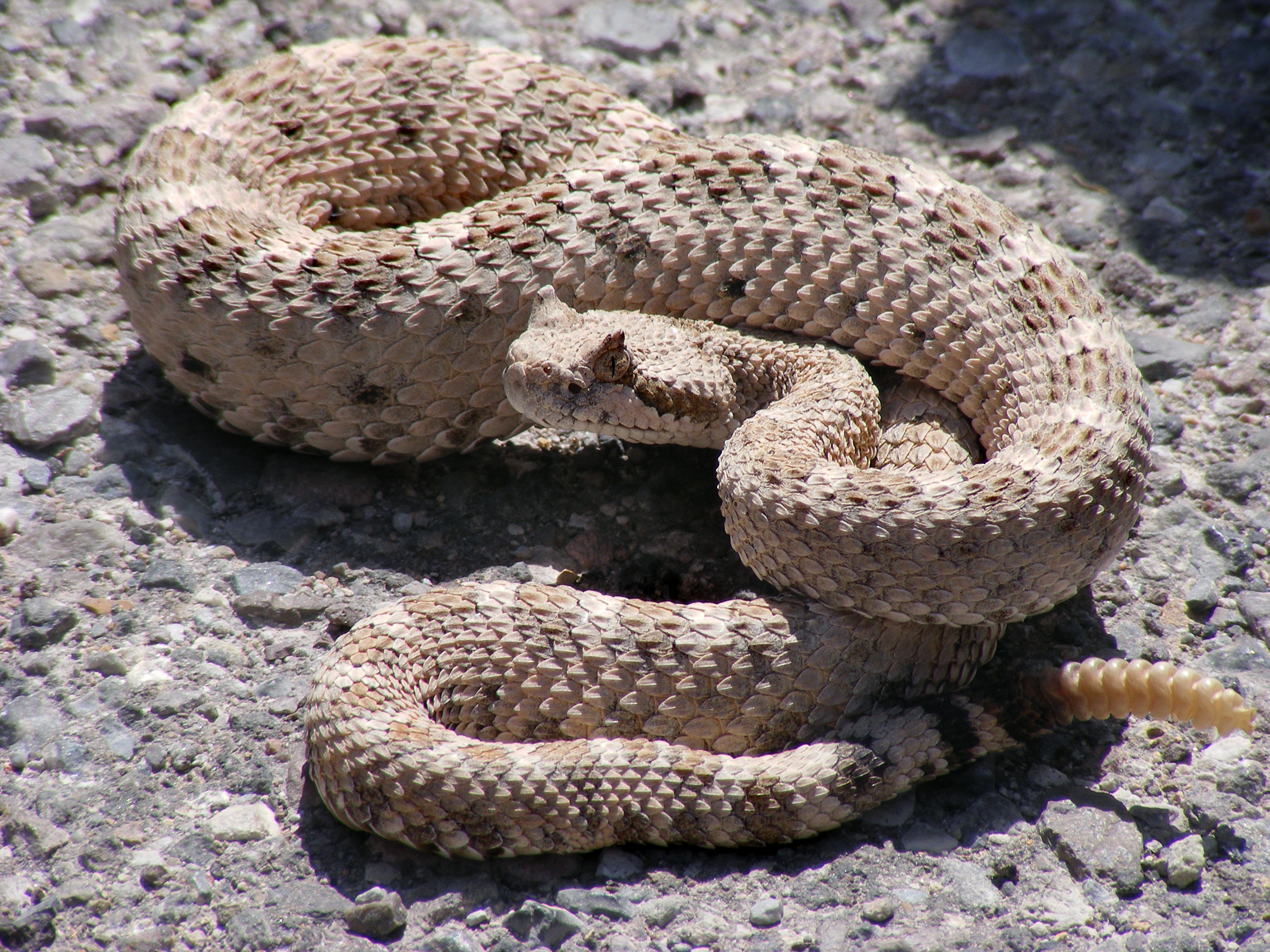

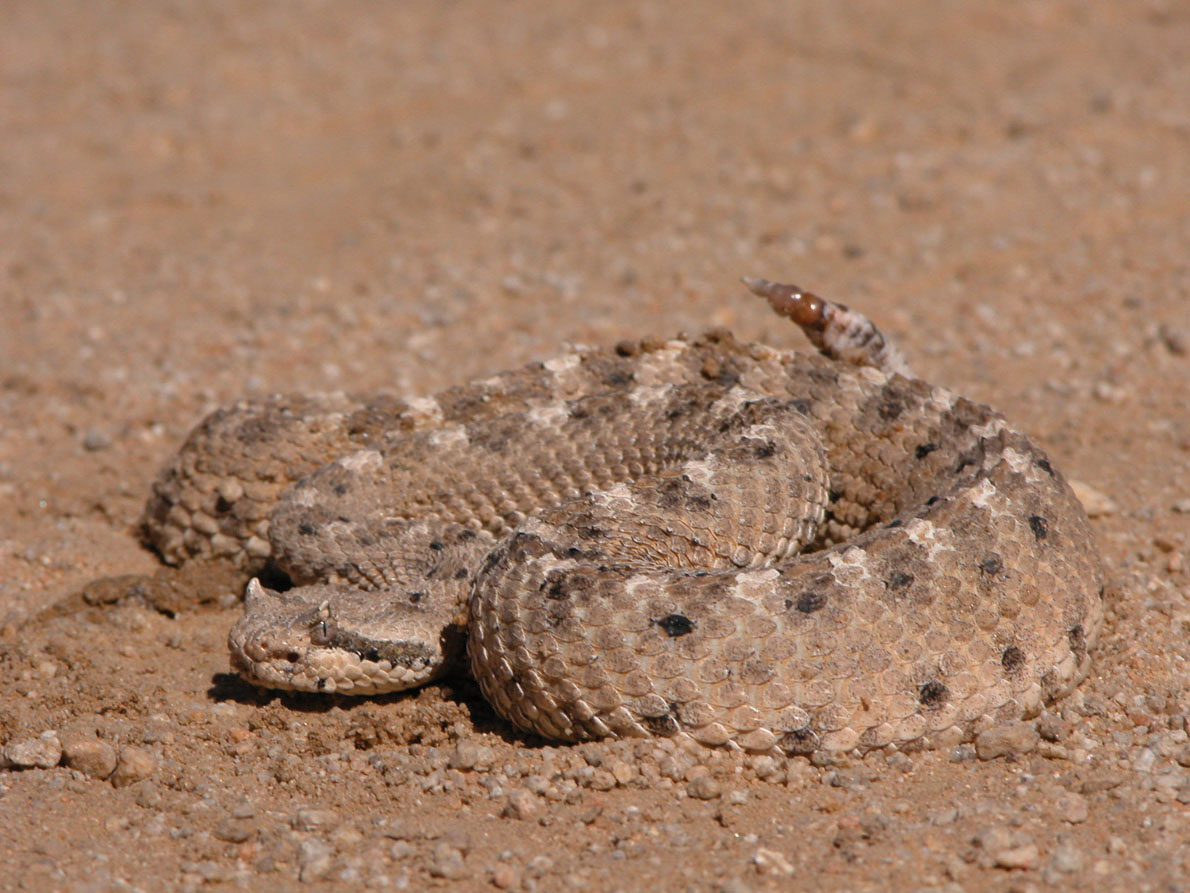

Comme tous les Viperidae, c'est un serpent venimeux doté de crochets solénoglyphes. Et en tant que Crotalinae il est doté de fossettes sensorielles qui captent le rayonnement infrarouge.
Ce serpent vivipare atteint entre 40 et 75 cm, les femelles étant plus larges que les mâles. Ils sont bruns, crème, roses, gris ou jaunes, rappelant les couleurs du sol où ils vivent, avec des taches plus sombres sur le dos.

Cette espèce semble être capable de changer de couleur en fonction de la température.

## Liste des sous-espèces
Selon The Reptile Database (13 février 2014) :
- Crotalus cerastes cerastes Hallowell, 1854
- Crotalus cerastes cercobombus Savage & Cliff, 1953
- Crotalus cerastes laterorepens Klauber, 1944

## Dans la culture
Le nom commun anglais du Crotalus cerastes est "Sidewinder". 
Il sert de dénomination à un missile air-air courte-portée américain, l'AIM-9 Sidewinder qui est doté d'un détecteur infrarouge, comme le serpent qui a la capacité à "voir" les infrarouges grâce à ses fossettes sensorielles.
Il est également le nom de code de Budd, l'un des personnages de Kill Bill.

## Publications originales
- Hallowell, 1854 : Description of new reptiles from California. Proceedings of the Academy of Natural Sciences of Philadelphia, vol. 7, p. 91-97 (texte intégral).
- Klauber, 1944 : The sidewinder, Crotalus cerastes, with description of a new subspecies. Transactions of the San Diego Society of Natural History, vol. 10, no 8, p. 91-126 (texte intégral).
- Savage & Cliff, 1953 : A new subspecies of sidewinder, Crotalus cerastes, from Arizona. Natural history miscellanea, no 119, p. 1-7.